# Баламонтек
Баламонтек (пол. Bałamątek) — село в Польщі, у гміні Устка Слупського повіту Поморського воєводства.
У 1975-1998 роках село належало до Слупського воєводства.